# 田中隆吉
田中 隆吉（たなか りゅうきち、1893年（明治26年）7月9日 - 1972年（昭和47年）6月5日）は、日本の陸軍軍人。最終階級は陸軍少将。
第一次上海事変（1932年）・綏遠事件（1936年）において主導的役割を果たし、日本軍の数々の謀略に直接関与していた。太平洋戦争開戦時には陸軍省兵務局長であったため、対米作戦について関与することはなく予備役とされ、極東国際軍事裁判（東京裁判）において、検事側の証人として被告に不利な証言もした。検事の求めに応じどんなことでも証言した。ことに満州国は独立国ではないと。個人的には自分と競争的立場にあった武藤章に対しては、対英米開戦の責任について徹底的に不利益な証言をした。インド代表パール判事の判決文では「田中は検事側が証拠の埋め草に使った」と批評している。弁護人側では田中を証人業と批評した。また、驚異的な記憶力の持ち主で、これらが東京裁判において発揮された。

## 略歴
- 1893年（明治26年） - 現在の島根県安来市の商家に生まれる。島根県立松江中学校へ進む。
- 1907年（明治40年） - 広島陸軍地方幼年学校入学。
- 1910年（明治43年） - 陸軍中央幼年学校入学。
- 1913年（大正2年）3月 - 陸軍士官学校砲兵科卒業（26期）。野砲兵第23連隊（岡山）に赴任。
- 1914年（大正3年） - 陸軍砲兵少尉任官。
- 1917年（大正6年） - 陸軍砲工学校卒業。
- 1918年（大正7年） - 陸軍中尉任官。結婚。野砲兵第26連隊（朝鮮）に赴任。
- 1919年（大正8年） - 陸軍大学校入学（34期生）。
- 1922年（大正11年） - 陸軍大学校卒業。野砲兵連隊に帰任。
- 1923年（大正12年） - 陸軍大尉任官。参謀本部に赴任。
- 1924年（大正13年） - 参謀本部支那班に所属。この頃、大川周明と関係。
- 1927年（昭和2年）7月 - 参謀本部付・支那研究生として北京・張家口に駐在（特務機関任務）。
- 1929年（昭和4年）8月 - 陸軍砲兵少佐任官。参謀本部支那課兵要地誌班に異動。
- 1930年（昭和5年）10月 - 上海公使館附武官として上海に赴任。川島芳子と出会い、男女の仲になる。川島をスパイの道に引き入れる。
- 1932年（昭和7年）
  - 1月 - 第一次上海事変。田中は謀略として上海日本人僧侶襲撃事件を引き起こしたと後に証言。
  - 8月 - 野砲兵第4連隊の大隊長に着任。
- 1934年（昭和9年）3月 - 陸軍中佐任官。野戦重砲兵第1連隊付（市川、連隊長は下村定）に着任。
- 1935年（昭和10年）3月 - 関東軍参謀部第2課（情報課）兵要地誌班長(蒙古工作担当）の参謀として満州に赴任。
- 1936年（昭和11年）8月 - 徳化特務機関長を兼務（〜1937年1月）。対ソ戦略の一環として内蒙工作に従事。徳王と連携して綏遠事件を起こす。
- 1937年（昭和12年）8月 - 陸軍大佐任官。第19師団（朝鮮）山砲兵第25連隊長に着任。
- 1938年（昭和13年）8月 - 張鼓峰事件の戦闘に参加。
- 1939年（昭和14年）1月 - 陸軍省兵務局兵務課長に着任。
- 1940年（昭和15年）
  - 3月 - 少将に昇進、第1軍（中国）参謀長として閻錫山工作に従事。
  - 12月 - 陸軍省兵務局長。
- 1941年（昭和16年）
  - 6月 - 陸軍中野学校長を兼ねる。
  - 10月、兼職を免ぜられる。
- 1942年（昭和17年）
  - 9月 - 東部軍司令部付に異動。
  - 11月〜12月 - 初老期憂鬱症状のため国府台陸軍病院（のちの国立国際医療研究センター国府台病院）に入院。
- 1943年（昭和18年）3月 - 予備役編入。
- 1945年（昭和20年）3月 - 召集され羅津要塞司令官を任命されるが、阿南惟幾を通じて工作し、神経衰弱の再発を理由に召集解除。終戦後は、宇垣一成を担いで新政党を発足させようとするが、宇垣の公職追放のため失敗。
- 1946年（昭和21年）
  - 1月 - 陸軍の内情を明かした『敗因を衝く』を上梓。これによって極東国際軍事裁判に巻き込まれる。
  - 7月5日 - 国際検事団に出頭させられる。
- 1947年（昭和22年）11月28日、公職追放仮指定を受けた[2]。
- 1948年（昭和23年）11月 - 裁判終了。
- 1949年（昭和24年） - 戦時中から住んでいた山中湖畔に隠棲する。
  - 9月15日 - 短刀による自殺未遂。
- 1972年（昭和47年）6月5日 - 直腸癌のため死去。享年78。

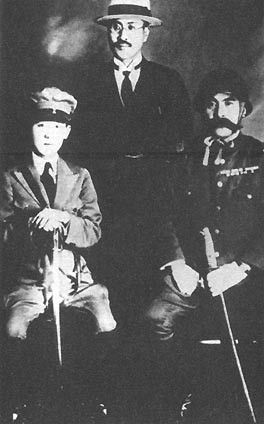
左から、川島芳子、川島浪速、田中隆吉。1933年撮影。

## 川島芳子との関係
1930年（昭和5年）10月、田中は陸軍中佐で上海の公使館付武官として赴任した。そこで川島芳子と知り合い、ほどなく男女の関係になる。そして川島の語学力や明晰な頭脳・行動力を利用し、謀略工作の世界に引き込んだ。
第1次上海事変は1932年（昭和7年）1月に始まる。戦後、田中はこの事変を関東軍の謀略であるとした。日本人僧侶襲撃以降の脚本を書いたのが田中で、川島が関東軍から渡された軍資金2万円を使って中国人を煽動し、日本人僧侶を襲わせたと主張している。
その後も、国民党軍のスパイ活動を川島に行わせていたが、小説『男装の麗人』などで川島の名が有名になると、逆に2人の仲は冷えていき、しばしば口論するようになったため田中と川島は別れることになったが、その後も田中は川島に恋文のような手紙を送っている。
ただし、上海事変のきっかけに川島が関わったということは田中の回想以外の記録には見られず、田中と川島との関係や川島が諜報活動に携わったというのもどこまでが真実かは不明である。しつこくつきまとう田中に川島がうんざりしていたという証言もある。

## 東京裁判
田中は戦後間もなく東京新聞政治部記者江口航のすすめで『敗北の序幕』という手記を東京新聞に発表、さらに｢敗因を衝く－軍閥専横の実相｣という書籍を刊行している。とくに新聞の連載はGHQの目にとまり国際検事局に召喚され、尋問を受け、さらにジョセフ・キーナン主席検事から昭和天皇の戦争責任を回避するための協力を求められる。また、内大臣秘書官長であった松平康昌からも昭和天皇の「日本人は戦犯として裁判を受けるとのことだが、彼らは自分の命令で戦争に従事したのであるから彼らを釈放し自分を処刑してもらいたい」という発言を聞かされる。これらの発言から田中は天皇を守ることを決意、出来るだけ責任を取らされることが避けられない者少数に責任をとどめるために、東京裁判において検事側証人として出廷したという。田中の意図について、このように江口航は説明している。実際に元第8方面軍通信隊司令官の谷田勇は、田中が天皇のためにフランス検事団に働きかけている場に立ち会い、そのことを著作で述べているとされる。
田中の子である田中稔は、実際には、天皇をまもるというのは尋問を受けるうちに先方の意向も読めるようになってからのことで、当初はそこまでの意図はなく、罪の無い人が罪を被らされないよう自分が真実を語り陸軍のウミを出しきらねばならないと決心をしたのだと語っている。田中自身の著書｢敗因を衝く｣の序文や田中の尋問調書には、語るに至った理由として真実を語ることで世に役立つのであればとする彼の考えが述べられている。ちなみに、関東軍将校の謀略による張作霖爆殺事件や盧溝橋事件の真相等、現在では常識のようになっていることも、広く世間に知られるようになったきっかけはこの田中証言からであるものも多い。
田中はキーナン検事と会談を重ね、日本陸軍の組織関係などを説明した。田中は自身が関係した事件についても率直に語ったが、また、戦闘行為の結果としてまま起こることや戦略の延長線上の謀略の結果などはささいなこととして問題とすべきではないとの、彼の主張を開陳した。キーナンもそういったことは些細なことだと語ったという。
しかし人間関係の不満により、旧陸軍の内部告発をしたとする批判もある。かつての上司である東條英機にとって不利となる証言を次々とした。そのため、田中に対して「裏切り者」「日本のユダ」という罵声を浴びせる者もいた。
特に、7月6日の公判において、橋本欣五郎・板垣征四郎・南次郎・土肥原賢二・梅津美治郎などを対象に不利となる証言した際には、鈴木貞一はその日の日誌に「田中隆吉証言。全ク売国的言動ナリ。精神状態ヲ疑ワザルヲ得ズ」と記し、板垣征四郎も日記に二重丸をつけて「◎人面、獣心ノ田中出テクル。売国的行動悪ミテモ尚余リアリ」と書いた。また、重光葵はその時の心境を「証人が被告の席を指さして 犯人は彼と云ふも浅まし」と歌に詠んだ（ただし、これは実際には、単に英米流の裁判手続きにしたがって証言の対象者を特定するために指し示すように田中が求められために、指さしただけのものである)。もっとも、秦郁彦によれば、田中の舌先三寸でA級戦犯の多くは絞首台に送られたと信じている人もいるが、田中が指弾した『悪者』は実際には既に死んだ人物が多く、告発の大部分は証拠の伴わない伝聞で、さしたる影響はなかったとの見方があり、さらに、その手加減ぶり（秦は、田中が上海事変や内蒙工作の謀略、冀東密輸に関わっていたため、それらを暴かれれば、田中自身が窮地に立つためと解釈している）が被告や弁護人にも感受されたのか、彼らも田中の言うことを苦笑まじりに聞き流すようになったという。
また、田中の証言という行為に対する批判は数多くあっても、その証言内容を嘘だとする非難は殆どなかったとされる。(もっとも被告人個人レベルでみると、例えば武藤章は田中の証言につき、田中自身がした発言を自分に転嫁したものと主張している｡また、本質とは関係ない細かな記憶違いはもちろん見られる｡）
田中の行為に、天皇の免責と自らの憤懣暴露あるいは責任回避のどの要素が多いかは論議が分かれるところであるが、次のようなエピソードがある。
```
1947年（昭和22年）の暮れ、
木戸幸一
担当の弁護士が、東條に対して「木戸に天皇のご意思にそむくような行いがあったかどうか」と質問をしたところ、東條は「いやしくも日本人たるもの、一人といえども陛下のご意思に反して行動するがごとき、不忠の臣はおりません。いわんや文官においてをや」と大見得を切ってしまった。これを受けて、アメリカの新聞は「東条、天皇の戦争責任を証言」と書きたてた。これを受けてさらに、ソ連の検事が正式に天皇追起訴を提言してキーナン主席検事に迫った。キーナンと田中は、天皇は開戦の意図を持っていなかった、天皇には責任はないということを、いかにして東條に再度言明させるかを深夜まで協議をした。東條の秘書へ接触することで、東條への工作は成功した。1948年（昭和23年）1月6日の午後の法廷において、東條に「2、3日前にこの法廷で日本臣民たる者は何人たりとも天皇の命令に従わない者はないと述べたことは、単に個人的な国民感情を述べたにすぎず、天皇の責任とは別の問題であり、大東亜戦争（太平洋戦争）に関しては、統帥部その他自分をふくめて責任者の進言によって、しぶしぶご同意になったのが実情である」と発言させることに成功したのだった。これにより、この危機は救われた。
```

この東条工作の後、田中は侍従長に招待され、非公式に天皇からのねぎらいの「お言葉」とともに御下賜品としてジョニーウォーカー赤ラベルのウイスキー１本をもらっている。
武藤章については、「軍中枢で権力を握り、対米開戦を強行した」という田中の証言により死刑が確定したとする主張もみられる。実際に、太平洋開戦時軍務局長を務めており、その当時のことについて田中が証言している。しかし、武藤はなによりフィリピン･スマトラでの虐殺や捕虜の虐待死の責任者として有罪とされており、その罪で死刑になることは避けられなかったと考えられる。なお、武藤自身は田中の証言とは逆に、自分こそ対米開戦には慎重派であったと主張している。(ただし実際には、武藤章のいた軍務局グループが対米主戦派のグループであることは広く知られていた。）
田中は数々の謀略に関与しており、少なくとも検察団に着目されてからは、検事側に協力しなければ起訴されていたことも有り得た。田中らに直接取材した歴史研究家の秦郁彦は、東京裁判での田中の言動を「米国流の司法取引」と評している。この司法取引により田中が検察に協力したとする説は日本において多いが、実際には、田中が自ら司法取引を求めたり、検察側が司法取引を持ちかけたり、約束したという記録はない。現実には、田中からは、自身に気持ちよく証言させるためにも収監することは避けて欲しいという要望が出されただけであった。このような要望を出したことについては、身の危険を感じ巣鴨への収監を避けようとしたという説や、田中には東京に長年馴染みにしていた芸者がいて、いっしょにいたかったからだとする説がある。また、田中がそもそも英米流の司法取引の制度を知っていたかどうかは不明である(東京裁判で弁護士がつくのは裁判が決まってからで、尋問中は弁護士は事実上認められていなかった。)。江口航は、田中自身は綏遠事件はともかく第１次上海事変の責任は問われることは覚悟していたとする。一方で、粟屋憲太郎は、田中は綏遠事件や上海事変についても自ら検事局側に話したと息子に語っているものの、尋問調書を見る限りでは、田中がこれらについて話した形跡は無いとする。(なお、阿吽の呼吸で司法取引が行われた、黙示の司法取引が行われたという主張もときに見られるが、この主張では拘束･収監しないことをわざわざ口頭で要求しながら、肝腎の不起訴･免責を要求しなかったことの説明がつかない。）また、東京裁判の過程で、被告人弁護団から、司法取引や特別な利益供与について質問を受けているが、田中は明確に否定している。また、江口航は、金銭について田中に質問した時、通常の労務者の日当を基準にした出廷手当だけと本人からは回答されたことを伝えている。
田中は神経衰弱を理由に兵務局長を辞し予備役に回されているが、一説では、実はこれは、武藤が軍務局長の頃に田中が武藤の地位を狙って策謀したが未遂に終わって予備役に回されたものとされ、その結果武藤を逆恨みしたと言われる。だが、不仲は辞任以前から知られていたことで、また出世欲からとすれば、田中には終戦間際中将への昇進の話があったが自ら断ったという逆方向のエピソードもある。また、田中自身の言によれば、初の東京空襲を受けてその対策を提案したものの採用されなかったために反東条運動に傾斜、東郷外相に倒閣運動を勧め、その際にそれが失敗すれば自分も辞めると東郷に約束していたために、その失敗とともに田中自身も辞めることにしたものとしている。これは、彼の予備役に回るに至った神経衰弱(正確には鬱の兆候とすべきか)が始まったのが東京の初空襲のあたりからという第三者からの証言や、東京裁判で東郷元外相から東郷は寧ろ反東条運動を行っていたとの弁護証言を求められたこと等、事実関係の流れと一致している。
なお、田中は被告人側の証言にも立っている（木村兵太郎、梅津美治郎、東郷茂徳、畑俊六の四名）。これについて人から問われると「自分は検事団に雇われているわけではない。事実を述べるのに検事側も被告側もあるか」と意にも介さなかった。しかし、元外務省主任分析官佐藤優は「田中の軍歴が示す通り、全てが計算された戦後における謀略であった」と主張している。
もともと田中には双極性障害の素因があり、親族に自殺したと思われる人間も複数いて、田中自身もこの症状で入退院や自殺未遂を繰り返している。驚異的な記憶力もとくにこの症状の躁状態のときにしばしば見られる現象である。検察局に呼ばれる原因となった手記も短期間に書き上げられたことから見て躁状態のときであり、躁状態の結果、引っ込みがつかない気になり、また内的な衝動自体が抑えきれず、尋問に臨まざるをえなくなった節があることも無視できない。とはいえ、双極性障害から衝動が抑えきれなくなった面ばかりでなく、呼び出しを受けた時に軍務局の残党で固められていると彼が考える第一復員省ではなく、自ら国際検事団に直接出頭することを選ぶ等、話すに至るまでには彼自身の主体的な意思と計算も感じられる。田中をその自殺未遂後に見舞った平野素邦は、田中の謀略に関する経歴を知っていてなお、田中に純情さを感じている。
なお、東條英機をきわめて信頼していたことで知られる昭和天皇は、昭和天皇独白録において、東條英機が評判を落としたのは「田中隆吉とか富永恭次次官とか、兎角評判のよくない且部下の抑へのきかない者を使った事」が原因であると述べている。（ただし、これは昭和天皇が信頼していた東條を庇うにあたって、単に天皇自身が戦後のこの時期に世間一般で評判が悪いと理解していた両名の名を挙げただけの可能性が高い。）
1942年末頃か、ニューギニア東部戦線の日本陸軍第41師団歩兵第239連隊第2大隊長の竹永正治が東京に来ることがあり、会った際に、田中は竹永に「この戦争は日本の負けだから、部下を殺すなよ」と言ったという。

## 田中自身の戦争責任感
他人に対して好悪の感情の差が激しかった田中は、東京裁判で上司・同僚に不利な証言をしたというだけでなく、戦後期の著述でも様々な自説を論じている。そのため特に非難が集まりやすく、周囲の証言からだけでは、田中の人物像というものが見えにくくなりがちである。だが、東京裁判の終了直後の1949年（昭和24年）に田中が自殺未遂をした際の遺書には、下記の記述がある。
- 日本の軍閥の一員として大東亜戦争中に死すべき身を今日迄生き長らへたるは小生の素志に反し、何とも申し訳なし。
- 既往を顧みれば我も亦確かに有力なる戦犯の一人なり。殊に北支、満州においてしかり。免れて晏如たること能はず。

この事から、田中自身も少なからず戦争の責任の一端を感じていた事が窺える。また、軍を退役する要因の一つとなった鬱状態を、晩年に再発させていた。
東京・青山の田中宅をインタビューのためにたびたび訪ねた秦郁彦は、田中が昼間でも暗くした部屋に閉じこもり、「武藤の亡霊が時々出てくる」と語ったことをその回想記で述べている。ただし、比較的近いころに田中を見舞ったと考えられる中部日本新聞社の平野素邦の記事にはそのような内容はみられない。田中はキーナンからアメリカ亡命の口約束を得ていたが、守られなかったという。

## 田中隆吉を演じた人物
- 佐藤慶（NHK特集『日本の戦後』第８集、1977年）（『山河燃ゆ』、NHK大河ドラマ、1984年）
- 島木譲二（『プライド・運命の瞬間』、東映、1998年）
- 吹越満（『男装の麗人〜川島芳子の生涯〜』、テレビ朝日、2008年）
- 武田光太郎（『男装の麗人伝説』、舞台（アリストパネス・カンパニー）、2006年）

## 著作
- 『敗因を衝く　―軍閥専横の実相―』

（山水社、1946年）
（中公文庫、1988年、2006年） ISBN 4-12-204720-X
終戦直後に出版された本で、戦争末期においても上層部で政治闘争が続いていたことを明らかにした。ただし、この本を書いたことによってGHQから呼び出しを受けることとなる（後書きを参照）。
- 『日本軍閥暗闘史』

（静和堂書店、1947年）
（中公文庫、1988年、2005年） ISBN 4-12-204563-0
- 『裁かれる歴史　―敗戦秘話―』

（新風社、1948年）
（長崎出版、1985年） ISBN 4-930695-59-7